# 신경선
신경선(1983년 12월 30일 ~ )은 대한민국의 성우이다. 대원방송 성우극회 소속. 2012년 대원방송 성우극회 공채 3기로 입사하였다. 현재 프리랜서로 활동중이다. 과거에는 영화배우로 활동한 경력이 있다.

## 출연작품

### 애니메이션
- 달의 요정 세일러문 R - 토니오 / 세라 아빠 / 루베우스
  - 달의 요정 세일러문 S - 이안 페르손 박사
- 디지몬 크로스워즈 - 디지몬 헌터 - 머니몬 / 슈퍼스타몬
- 벨제바브 - 젠코 / 이즈마 / 코마
- 소년탐정 김전일 - 니지카와
- 스위트 프리큐어♪ - 팔세토
- 왕괴짜 돈만이 - 철민
- 울트라 키즈짱 - 뽀리뽀리
- 유희왕 ZEXAL
- 페어리 테일 - 드로이 / 사무엘
- 바쿠만 - 가와자키 / 아이다
- 트랜스포머 레스큐봇 - 헉스리 프레스콧 / 닥터 그린
- 미나미家 세자매 4기 (애니박스) - 아키라
- 코토우라양 (애니박스)
- 팩맨과 유령의 모험 (애니박스) - 블링키, 스키보
- 팡팡! 불량로봇 대소동 (대원방송) - 소켓
- 원피스 Original (대원방송) - 파울리 / 압살롬 / 듀발 / 샹크스 / 하찌 / 이카로스 뭇히 / 보빈 / 돈키호테 묘스가르드
- 원피스 New 홀케이크 아일랜드 편 - 페드로 / 보빈
- 원피스 New 무사의 나라 편 - 압살롬 / 후쿠로쿠쥬
- 기동전사 건담 AGE (대원방송) - 디케
- 변신자동차 또봇 (애니맥스) - 또봇Y / 또봇Z / 권리모 / 바이커봇 두 대
- 또봇:대도시의 영웅들 - 권리모/ 또봇Y/ 또봇Z
- 애슬론 또봇 - 장고, 캐스터
- 바이클론즈 - 오태오 / 로키 / 허기진
- 해피해피 다마고치! - 넥타이치 / 마마파파치 / 고치대왕
- 신비아파트 고스트볼 ZERO: 두 번째 이야기 (투니버스) - 마몬
- 요괴메카드 - 독소갈 / 감면랑읻  징   웢
- 신비한 개구리 나라 앰피비아 (디즈니 채널, 디즈니+)
- 테테루 (KBS) - 발칸

### 애니메이션   영화
- 도라에몽 : 진구의 아프리카 모험 ~베코와 5인의 탐험대~ - 코스 박사
- 도라에몽 극장판: 진구와 바람의 마을 (애니원) - 칸진
- 짱구는 못말려 극장판: 태풍을 부르는 나와 우주의 프린세스 - 수왕코
- 베르세르크 극장판 (애니박스) - 도노반, 가스톤
- 극장판 또봇:로봇군단의 습격 - 권리모, 또봇Y, 또봇Z, 쪼꼬봇
- 바다의 노래: 벤과 셀키요정의 비밀 - 샤나키
- 뮨 : 달의 요정 - 뱀2, 뮨의 아빠
- 이모티: 더 무비 - 하이파이브
- 짱구는 못말려 극장판: 엄청 맛있어! B급 음식 서바이벌! - 장수
- 헌터x헌터 극장판 더 라스트 미션 - 슈라
- 브레이브 래빗 : 새로운 영웅의 탄생 - 토비
- 피노키오의 모험 - 만지아푸오코
- 쥬로링 동물탐정 극장판 - 이지 주인, 남자 1, 강아지 2
- 달빛궁궐 - 아빠, 지혜의 거북
- 앵그리 버드 2: 독수리 왕국의 침공 - 척
- 와일드 로봇 - 핑크

### 외화
- 가면라이더 오즈 - 백영수
- 파워레인저 고버스터즈 (챔프) - 엔터 (진나이 쇼)
- 가면라이더 포제 - 오맹달 (오오스기 츄타) (타나카 타쿠시)
- 파워레인저 다이노포스 - 슬픔의 기사 아이가론
- 파워레인저 애니멀포스 - 쿠펄
- 가면라이더 위저드 - 차도진
- 극장판 파워레인저 다이노포스VS고버스터즈 공룡 대결전! ~안녕, 영원한 친구여~ - 슬픔의 기사 아이가론 / 엔터
- 극장판 가면라이더 VS 파워레인저 슈퍼히어로 대전 - 제너럴 쉐도우
- 가면라이더 지오 - 워즈 / 가면라이더 워즈, 백워즈, 타임 드라이버, 라이드워치, 타임 건블레이드 음성
- 퓨어엔젤 미라클 매직 (투니버스) - 체육교사
- 파워레인저 붐붐포스 - 캐논보그

### 게임
- 삼국블레이드

### 내레이션
- 2016.01.18 MBC 네트워크 특선 커피 in 아시아 커피, 아시아를 여행하다
- 2016.01.25 MBC 네트워크 특선 커피 in 아시아 커피, 길을 묻다
- 2016.06.26 SBS 일요특선 다큐멘터리 '녹색 성장의 키워드 임도(林道)'
- 2018.09.09 JTBC 다큐 플러스 28회 : 우유, 건강을 마시다
- TV조선 맨주먹 불끈쥐고

### 배우활동
영화
- 우리집에 놀러 오세요 - 안집사
- 포화속으로 - 학도병
- 폐가 - 완수

드라마
- 《먹는 존재》 (2015년, 네이버 TV캐스트) - 다단계강사 역
- 《뱀파이어 탐정》 (2016년, OCN) - 신선 역

## OST
- 또봇:대도시의 영웅들 뭔지 알지(삽입) 신해윤, 신경선